# Aster alpinus
L'astro alpino (Aster alpinus L., 1753) è una specie di pianta angiosperma dicotiledone della famiglia delle Asteraceae (sottofamiglia Asteroideae, tribù Astereae (Aster lineage) e sottotribù Asterinae).

## Etimologia
Il nome del genere (Aster) deriva dal greco e significa (in senso ampio) "fiore a stella". Fu introdotto da Linneo nel 1735 ma sicuramente tale denominazione era conosciuta fin dall'antichità. Dioscoride fa riferimento ad un Astro attico (un fiore probabilmente dello stesso genere). Il termine specifico (alpinus) fa riferimento al suo habitat abituale.
Il binomio scientifico attualmente accettato (Aster alpinus) è stato proposto da Carl von Linné (1707 – 1778) biologo e scrittore svedese, considerato il padre della moderna classificazione scientifica degli organismi viventi, nella pubblicazione ”Species Plantarum” del 1753.

## Descrizione

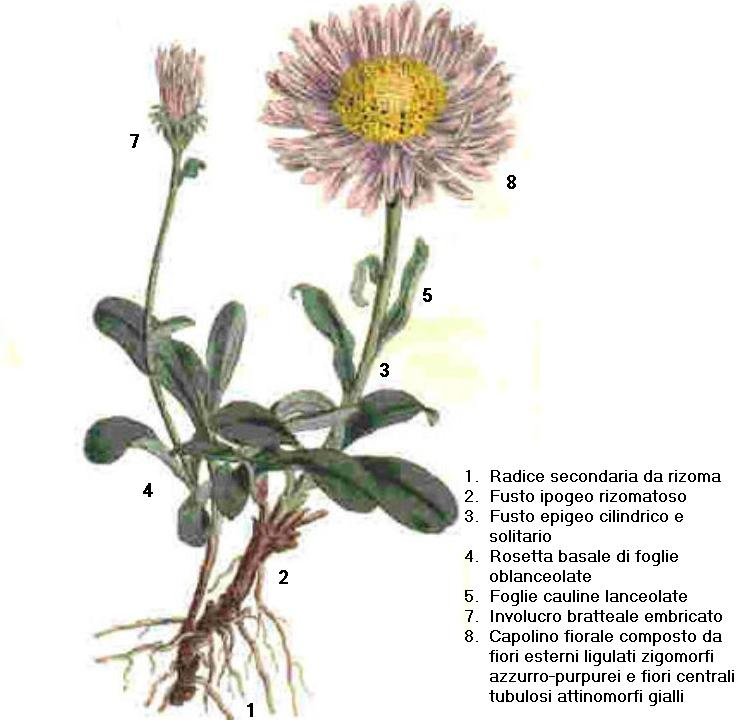
Descrizione delle parti della pianta

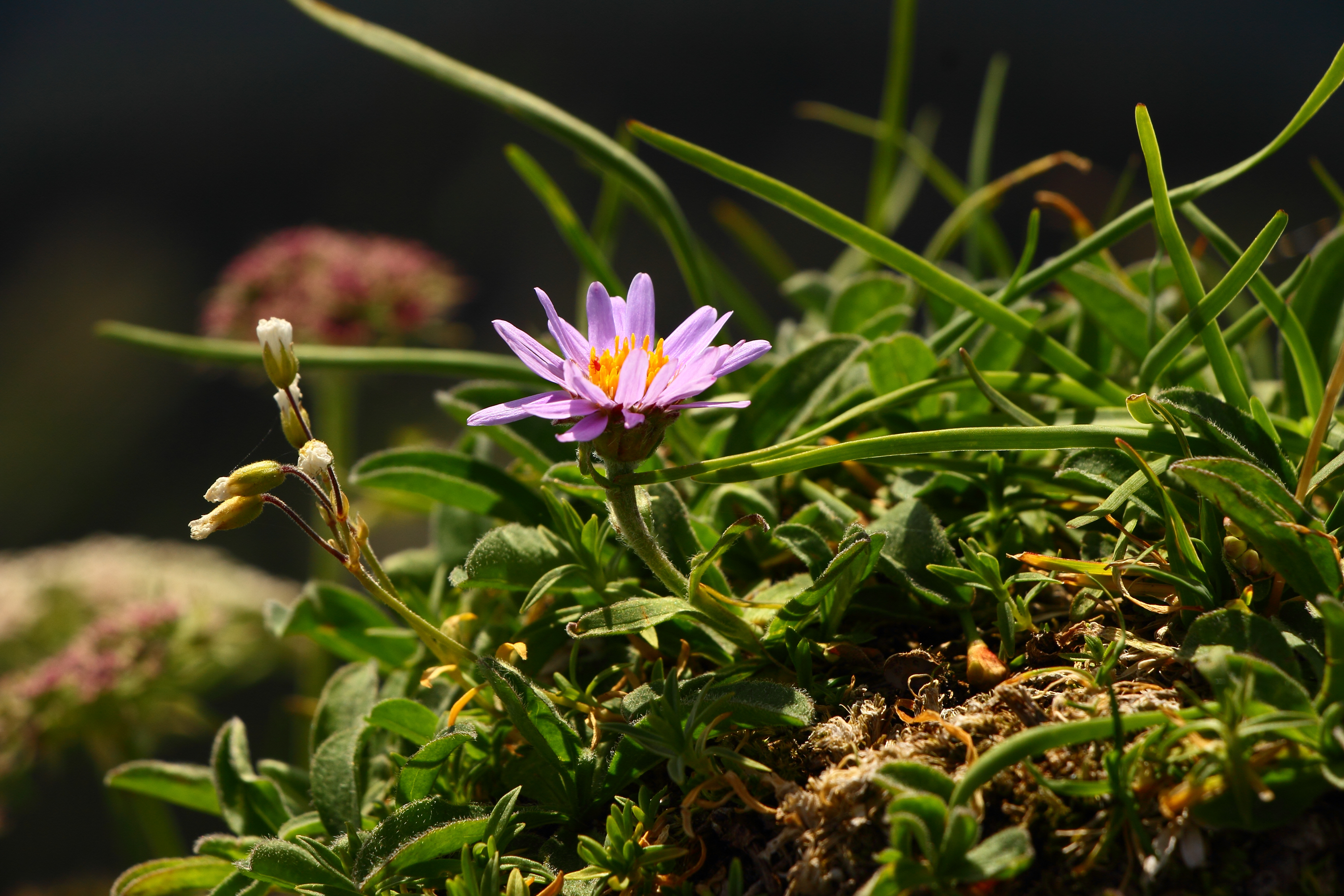
Il portamento

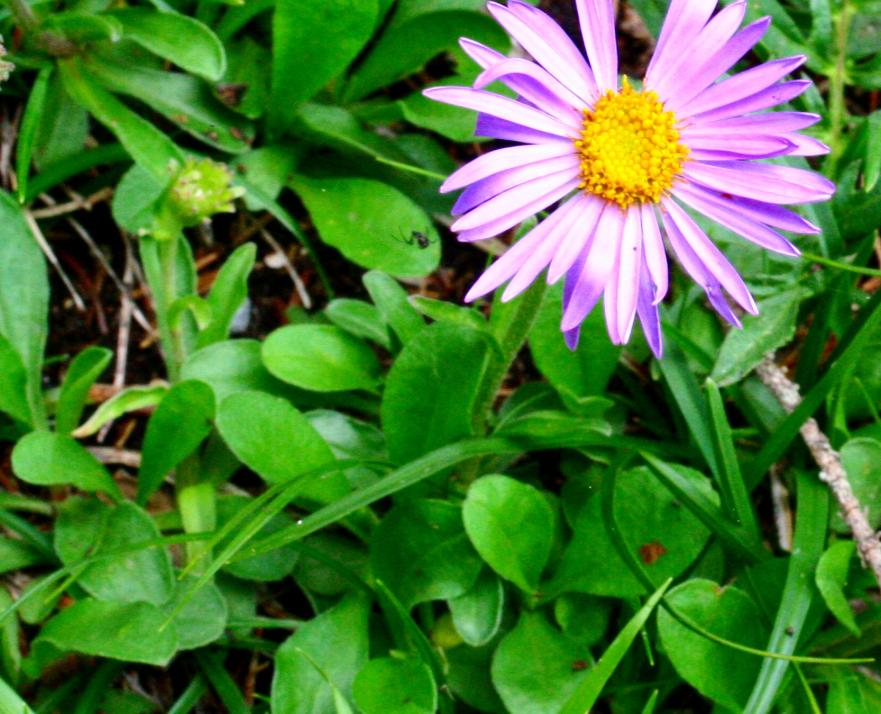
Le foglie

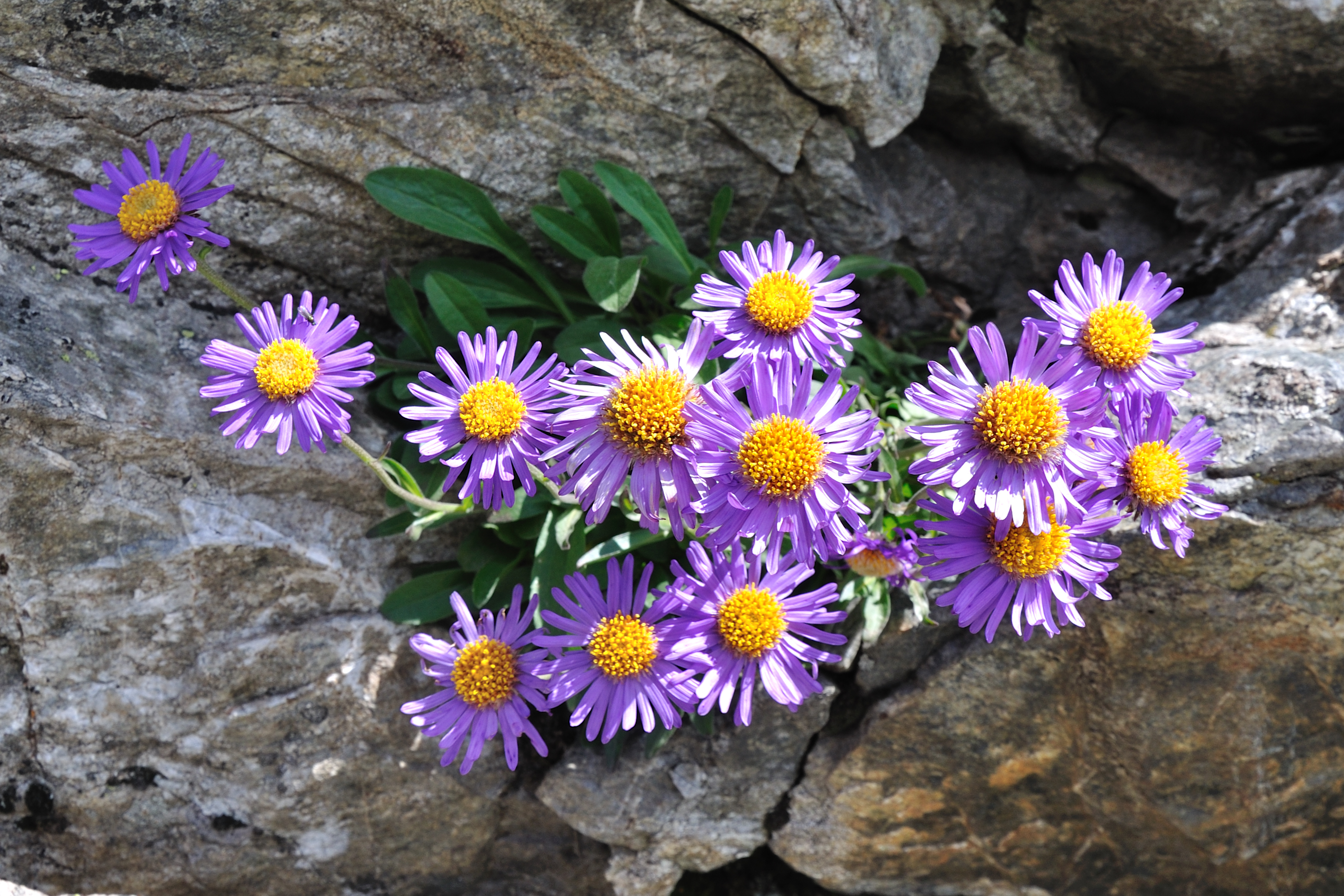
Infiorescenza

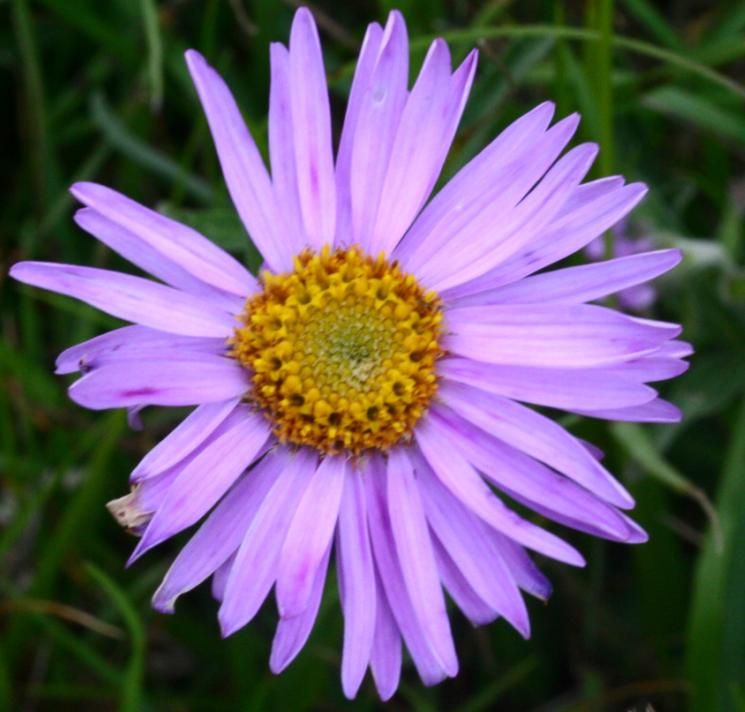
I fiori

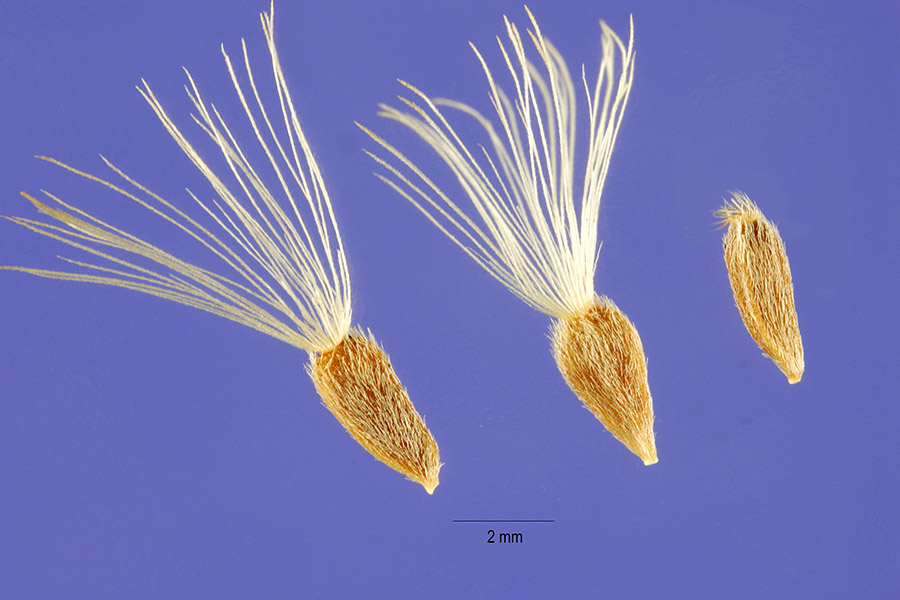
Gli acheni con pappo

Portamento. Sono piante non molto alte. La forma biologica della pianta è definita come emicriptofita scaposa (H scap): ossia è una pianta perennante per mezzo di gemme al livello del terreno e con asse fiorale di tipo cespitoso e subcaule.
Fusto. Altezza media: 5 –20 cm.
- Parte ipogea: consiste in un rizoma a portamento orizzontale; può essere legnoso e strisciante. Le radici sono secondarie da rizoma.
- Parte epigea: il fusto è cilindrico e pubescente, poco foglioso, e terminante inferiormente in una rosetta basale. Nella parte superiore, sotto il capolino, s'ingrossa lievemente. Raramente è ramoso e con più capolini.

Foglie. Le foglie sono di due tipi: basali e cauline. 
- Foglie basali: le foglie basali sono disposte a rosetta; sono intere, lievemente scanalate a forma oblanceolata (e quindi attenuate alla base) con pubescenza appressata nella pagina inferiore. Dimensioni: larghezza 6 – 8 mm; lunghezza 30 – 40 mm.
- Foglie cauline: le foglie lungo il fusto sono disposte in modo alterno e sono scarse (2 - 5); quelle mediane sono a forma spatolato-lanceolata; le superiori (progressivamente ridotte) sono lineare-lanceolate.

Infiorescenza. Le sinflorescenze sono uniflore, composte da un unico capolino con la tipica forma di una margherita di tipo radiato con fiori eterogami. La struttura dei capolini è quella tipica delle Asteraceae: il peduncolo sorregge un involucro conico composto da diverse brattee che fanno da protezione al ricettacolo nudo e piano nella parte terminale sul quale s'inseriscono due tipi di fiori: i fiori esterni ligulati, e i fiori centrali tubulosi. Le brattee sono verdi a forma lineare (lesiniformi) appressate all'involucro e disposte in modo embricato su più serie. Diametro del capolino: 4 – 5 cm. Diametro dell'involucro: 1 mm. Dimensioni della squame: larghezza 1,4 – 1,8 mm; lunghezza 5 – 7 mm.
Fiori. I fiori sono tetra-ciclici (formati cioè da 4 verticilli: calice – corolla – androceo – gineceo) e pentameri (calice e corolla formati da 5 elementi). Si distinguono in:
- fiori del raggio (esterni zigomorfi) da 20 a 40 per capolino: sono femminili e sono disposti su una sola serie; la forma è lungamente ligulata terminante con alcuni denti;
- fiori del disco (centrali attinomorfi): sono più numerosi con forme tubulose terminanti con dei lobi triangolari da eretti a patenti; sono ermafroditi.

- Formula fiorale:

*/x K {\displaystyle \infty }, [C (5), A (5)], G 2 (infero), achenio
- Calice: i sepali del calice sono ridotti ad una coroncina di squame.
- Corolla: i petali della corolla sono 5; i fiori di tipo tubuloso sono saldati a tubo e terminano in cinque dentelli (o lacinie) appena visibili, quelli ligulati sono saldati a tubo nella parte basale e si prolungano in una ligula nastriforme lanceolata o quasi lineare. I fiori periferici (ligulati) sono azzurri (violetto pallido o purpureo tenue, ma anche bianco più raramente); quelli centrali (tubulosi) sono giallo-arancio. Lunghezza della ligula: 15 mm. Lunghezza dei fiori tubulosi: 7,5 mm.
- Androceo: l'androceo è formato da 5 stami sorretti da filamenti generalmente liberi; gli stami sono connati e formano un manicotto circondante lo stilo; le teche (produttrici del polline) alla base sono troncate e sono lievemente auricolate (molto raramente sono speronate o hanno una coda); le appendici apicali delle antere hanno delle forme piatte e lanceolate; il tessuto endoteciale (rivestimento interno dell'antera) è quasi sempre polarizzato (con due superfici distinte: una verso l'esterno e una verso l'interno). Il polline è sferico con un diametro medio di circa 25 micron; è tricolporato (con tre aperture sia di tipo a fessura che tipo isodiametrica o poro) ed è echinato (con punte sporgenti).[9][12]
- Gineceo: l'ovario è infero uniloculare formato da 2 carpelli.[5] Lo stilo (il recettore del polline) è profondamente bifido (con due stigmi divergenti) e con le linee stigmatiche marginali separate.[13] I due bracci dello stilo hanno una forma da lanceolata a deltoide e possono essere papillosi o ricoperti da ciuffi di peli.
- Antesi: da maggio ad agosto.

Frutti. I frutti sono degli acheni con pappo. Il frutto è un achenio bruno - nerastro, lungo 3 mm che matura fine estate. Si presenta sormontato da un pappo giallastro con peli disuguali disposti su due serie e con la superficie pluri-solcata longitudinalmente. Lunghezza del pappo: 4 – 5 mm.

## Biologia
Impollinazione: tramite insetti (impollinazione entomogama tramite farfalle diurne e notturne).

Riproduzione: la fecondazione avviene fondamentalmente tramite l'impollinazione dei fiori.

Dispersione: i semi cadono a terra e vengono dispersi soprattutto da insetti come formiche (disseminazione mirmecoria). Un altro tipo di dispersione è zoocoria: gli uncini delle brattee dell'involucro (se presenti) si agganciano ai peli degli animali di passaggio che portano così i semi anche su lunghe distanze. Inoltre per merito del pappo il vento può trasportare i semi anche per alcuni chilometri (disseminazione anemocora).

## Distribuzione e habitat

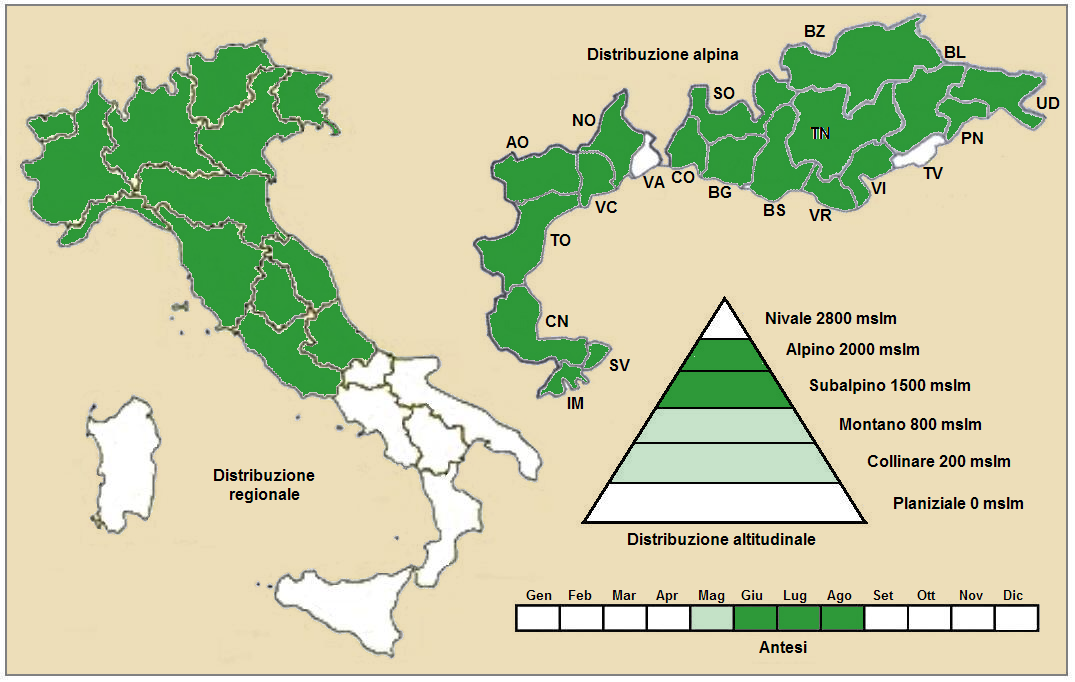
Distribuzione della pianta (Distribuzione regionale – Distribuzione alpina)

Geoelemento: il tipo corologico (area di origine) è Orofita - Circumboreale.
Distribuzione: è una specie montana delle zone fredde - temperate dell'Europa, Asia e Nordamerica. In Italia è una specie frequente nelle Alpi, meno comune negli Appennini dove, verso sud, raggiunge gli acrocori abruzzesi. In Europa è distribuita sui principali sistemi montuosi centro-meridionali come Massiccio del Giura, Massiccio Centrale, Pirenei, Carpazi, Balcani, fino a raggiungere il Caucaso. È presente anche in Asia centrale, in Siberia orientale e in Alaska, da dove verso sud irradia nei principali sistemi montuosi del Canada occidentale e del Nord-Ovest degli Stati Uniti.
Habitat: predilige i pascoli alpini e le praterie aride, non disdegna ambienti rupestri o detritici e tollera bene anche substrati e litosuoli ofioliti ultrafemici. Sandro Pignatti nella sua “Flora d'Italia” si dilunga alquanto su vari habitat di questa pianta; qui ne riportiamo alcuni: ha una certa preferenza per le zone esposte a mezzogiorno; nelle Dolomiti è presente su substrati tipo marne ed arenarie raibliane e su tufi ladino-carnici (quindi non ha particolari preferenze sia su terreni calcarei che silicei); è inoltre scollegato ad una particolare fascia alpina altitudinale visti i ritrovamenti sia a quote basse (quasi da pianura) che alte.
Distribuzione altitudinale: sui rilievi alpini italiani queste piante si possono trovare fino a quote comprese tra 1400 - 2800 m s.l.m.; frequentano quindi i seguenti piani vegetazionali: subalpino e alpino. In particolari condizioni ecologiche può scendere fin verso i 300 – 400 m s.l.m. di altitudine o risalire di poco oltre i 3000 m s.l.m..

### Fitosociologia

#### Areale alpino
Dal punto di vista fitosociologico alpino la specie di questa voce appartiene alla seguente comunità vegetale:
Formazione: delle comunità delle praterie rase dei piani subalpino e alpino con dominanza di emicriptofite
Classe: Elyno-Seslerietea variae

#### Areale italiano
Per l'areale completo italiano la specie di questa voce appartiene alla seguente comunità vegetale:
Macrotipologia: vegetazione casmofitica, glareicola ed epifitica
Classe: Asplenietea trichomanis (Br.-Bl. in Meier & Br.-Bl. 1934) Oberdorfer, 1977
Subordine: Asplenienalia lancolato-obovati Loisel,1970
Alleanza: Asplenion serpentini Br.-Bl. & Tüxen ex Eggler, 1955
Descrizione. L’alleanza Asplenion serpentini è relativa alle comunità casmofitiche che si sviluppano sulle rocce serpentine. I serpentini sono rocce ultramafiche, con un alto contenuto di magnesio e metalli pesanti, che hanno una influenza tossica su molte specie di piante. Questa alleanza si trova nell’Italia settentrionale e in genere nell’Europa.

## Sistematica
La famiglia di appartenenza di questa voce (Asteraceae o Compositae, nomen conservandum) probabilmente originaria del Sud America, è la più numerosa del mondo vegetale, comprende oltre 23.000 specie distribuite su 1.535 generi, oppure 22.750 specie e 1.530 generi secondo altre fonti (una delle checklist più aggiornata elenca fino a 1.679 generi). La famiglia attualmente (2021) è divisa in 16 sottofamiglie; la sottofamiglia Asteroideae è una di queste e rappresenta l'evoluzione più recente di tutta la famiglia.

### Filogenesi
Il genere di questa voce è descritto nella sottotribù Asterinae, una delle quasi 40 sottotribù della tribù Astereae. In base alle ultime ricerche nella tribù sono stati individuati (provvisoriamente) 5 principali lignaggi. Il genere  Aster (insieme alla sottotribù Asterinae) è incluso nel Aster lineage i cui caratteri principali sono: la base delle antere sono prive di code e non sono calcarate (speronate); le linee stigmatiche dei bracci dello stilo sono totalmente separate; i due bracci dello stilo hanno una forma breve o allungata da lanceolata a deltoide e possono essere papillosi o ricoperti da ciuffi di peli (all'esterno, mentre all'interno sono glabri).
La sottotribù Asterinae comprende una trentina di generi suddivisi in 4 rami principali: Psychrogeton - Hersileoides - Asterothamnus - Aster. Il genere di questa voce è incluso nel ramo denominato "Aster branch" e, per il momento, è distribuito nel sottogruppo "Amellus group".
I caratteri distintivi della specie  A. alpinus sono:
- il capolino generalmente è unico (sinflorescenze uniflore);
- le brattee involucrali inferiori sono distese.

Il numero cromosomico delle specie di questa voce è: 2n = 18 e 36.

### Variabilità
Per questa specie sono riconosciute le seguenti sottospecie:
- Aster alpinus subsp. alpinus (è l'entità presente in Italia)
- Aster alpinus subsp. bohemicus (Rchb.) Dostál, 1984 - Distribuzione: Cecoslovacchia
- Aster alpinus subsp. breyninus  (Beck) Hayek, 1913 - Distribuzione: Cecoslovacchia e Austria
- Aster alpinus subsp. cebennensis  (Braun-Blanq.) Braun-Blanq., 1952 - Distribuzione: Francia
- Aster alpinus subsp. cylleneus  (Boiss. & Orph.) Hayek, 1931 - Distribuzione: Penisola Balcanica
- Aster alpinus var. diversisquamus  Y.Ling, 1985 - Distribuzione: Cina
- Aster alpinus subsp. glabratus  (Herbich) Dostál, 1984 - Distribuzione: Cecoslovacchia
- Aster alpinus var. serpentimontanus  (Tamamsch.) Y.Ling, 1985 - Distribuzione: Euroapa orientale e Asia centrale e orientale.
- Aster alpinus subsp. subvillosus  (Schur) Dostál, 1984 - Distribuzione: Cecoslovacchia
- Aster alpinus var. vierhapperi  (Onno) Cronquist, 1955 - Distribuzione: America settentrionale e Asia centro-orientale

### Sinonimi
Sono elencati alcuni sinonimi per questa entità:
- Diplactis alpina (L.) Semple

### Specie simili
- Aster amellus L. - Astro di Virgilio: si differenzia in quanto è più alto e più ramificato verso le infiorescenze composte da più capolini.
- Aster bellidiastrum (L.) Scop. - Astro falsa pratolina (chiamato anche Bellidiastrum michelii Cass.): si differenzia soprattutto per i fiori esterni (ligulati) che sono bianchi.

## Usi

### Giardinaggio
Sono piante molto ornamentali per cui sono coltivate nei giardini a carattere roccioso, ma anche consigliate per una coltivazione in vaso per decorare (al momento della fioritura) balconi e finestre. La moltiplicazione può avvenire per divisione dei cespi in autunno, o per seme in primavera.

## Altre notizie
In molte regioni italiane è una specie protetta.

## Galleria d'immagini

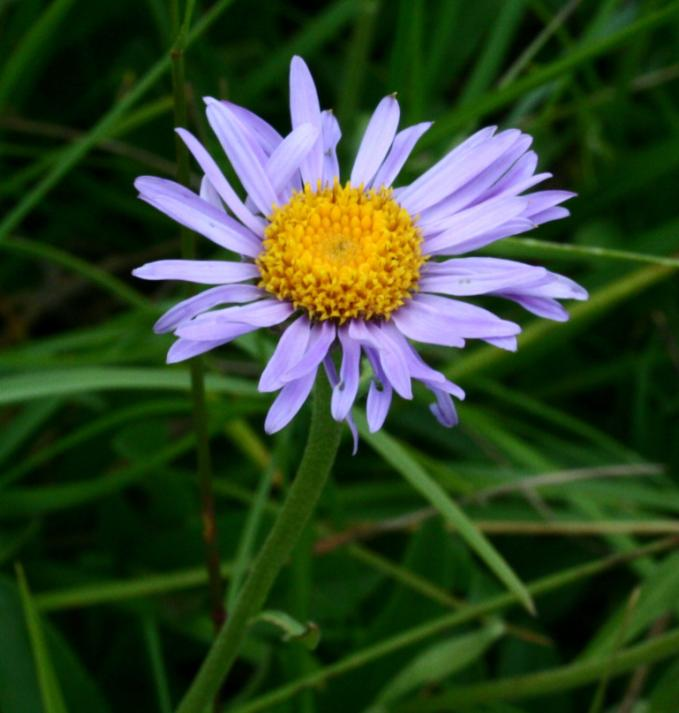
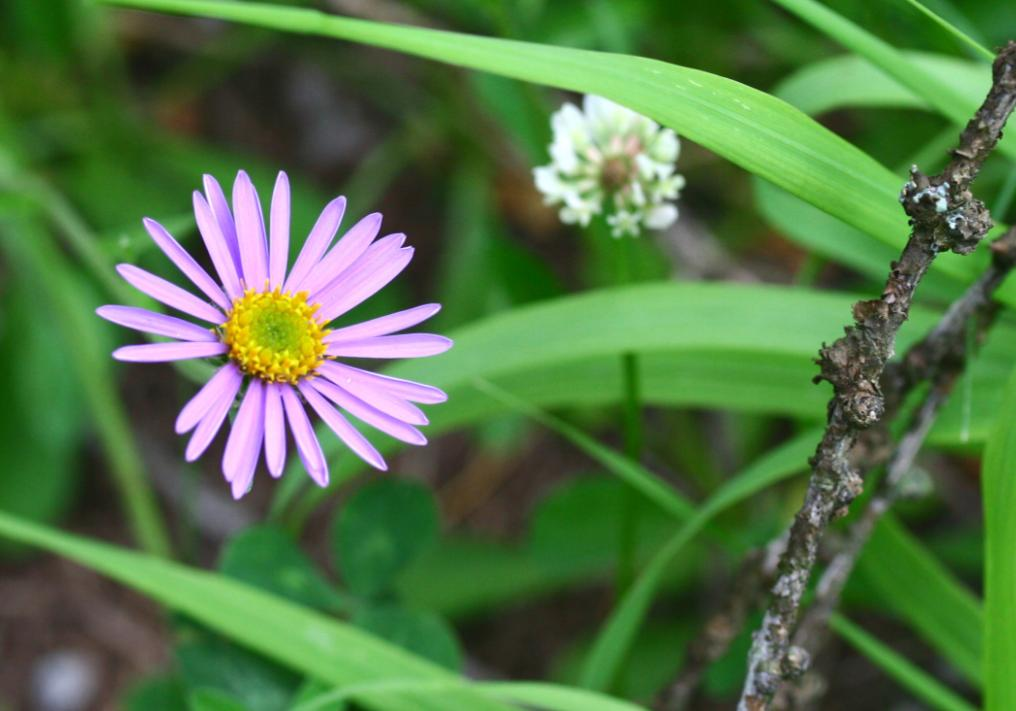
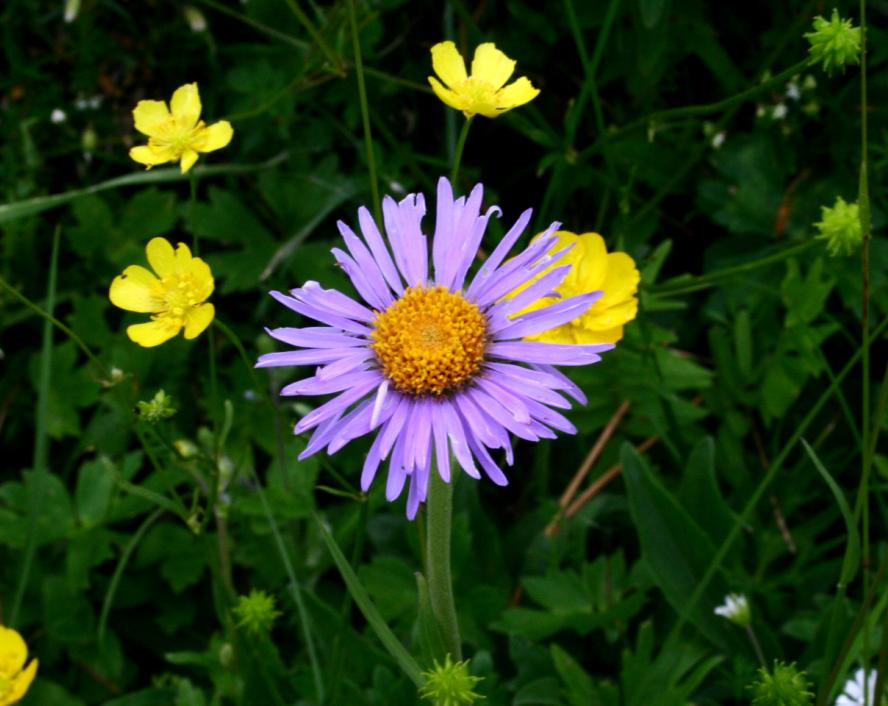
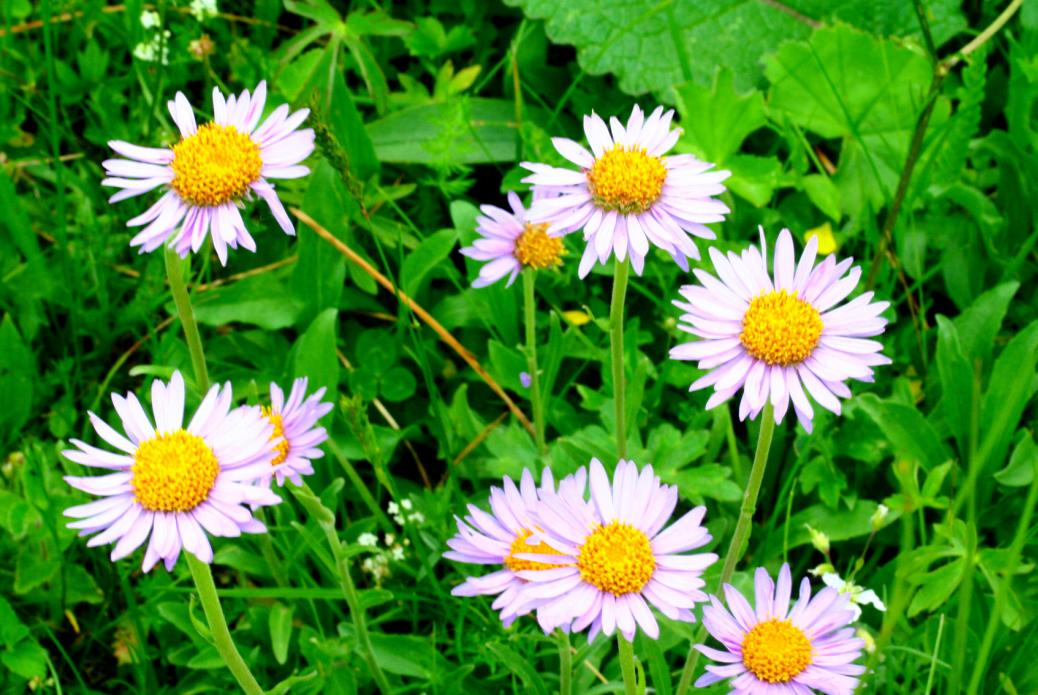
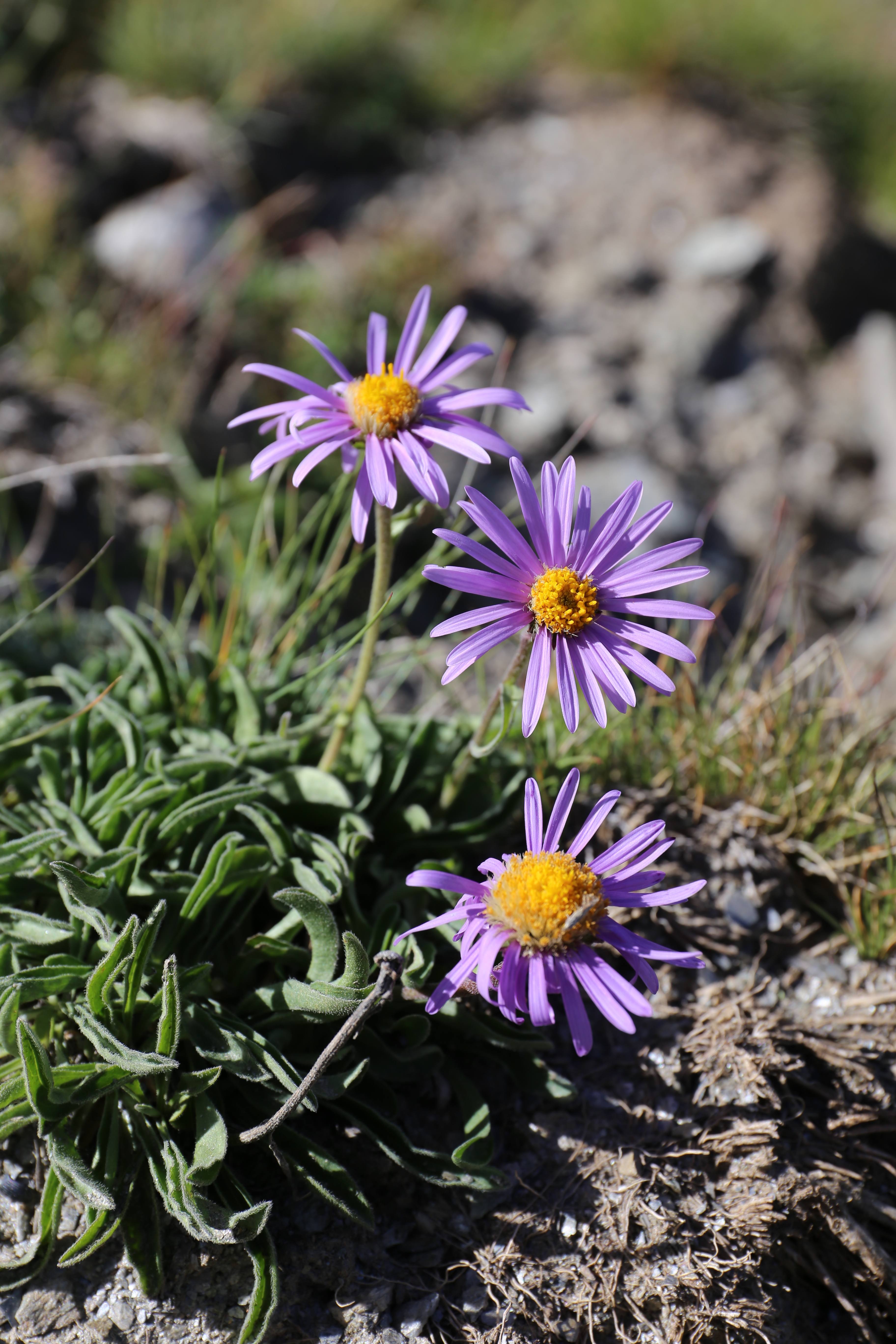